# Щербина, Вера Георгиевна
Ве́ра Гео́ргиевна Щерби́на (род. 20 ноября 1958 года, пос. Чернышевск-Забайкальский Читинской области, СССР) — российский политик.
Председатель правительства Сахалинской области (2016—2018). Исполняющий обязанности губернатора Сахалинской области (с 27 сентября по 7 декабря 2018 года). Кандидат экономических наук, заслуженный экономист РФ (2007).

## Биография

### Образование
В 1976 году Вера Щербина окончила среднюю школу № 1 города Завитинск Амурской области.
В 1984 году получила диплом инженерно-экономического факультета Хабаровского политехнического института.
В 1999 году стала кандидатом экономических наук, окончив аспирантуру при Хабаровской академии экономики и права по специальности «Финансы и денежное обращение».

### Трудовая деятельность
Трудовую деятельность начала в 1976 году в качестве секретаря-машинистки Хабаровского политехнического института. После чего занимала должности лаборанта кафедры ЭАТ Хабаровского политехнического института (1976–1977) и счетовода-кассира Завитинского отдела культуры (1977).
В 1978—1988 годах работала в Лучегорском поселковом Совете Приморского края техником-строителем, а после — секретарём исполкома. С 1988 по 1990 год — инструктор производственного обучения, инженер-экономист по капитальному строительству угольного разреза «Лучегорский ПО Приморскуголь»
С 1990 года Щербина начала работать в органах государственной власти Приморья. В 1990–1992 годах была заведующей отделом по работе Советов Пожарского районного Совета народных депутатов. С 1992 по 1997 год — заведующая районным финансовым отделом администрации Пожарского района Приморского края.
В 1997 году заняла должность заместителя главы администрации Пожарского района Приморского края по финансовым вопросам.
В 2001 году стала начальником отдела межбюджетных отношений, затем заместителем директора департамента финансов Администрации Приморского края.
В 2005 году была назначена вице-губернатором, начальником департамента финансов Администрации Корякского автономного округа в составе Камчатского края.
В 2008 году принята на должность федерального инспектора в аппарат полномочного представителя Президента РФ в Дальневосточном Федеральном округе в городе Москва.
В декабре 2008 года стала заместителем председателя Правительства Амурской области — министра финансов. В октябре 2012 года назначена первым заместителем председателя Правительства Амурской области.
В сентябре 2015 года заняла должность первого заместителя председателя Правительства Сахалинской области.
В январе 2016 года назначена председателем Правительства Сахалинской области.
После назначения Олега Кожемяко временно исполняющим обязанности губернатора Приморского края, Вера Щербина с 27 сентября 2018 года по 7 декабря 2018 года являлась временно исполняющим обязанности губернатора Сахалинской области.
17 декабря 2018 года покинула пост председателя правительства Сахалинской области по собственному желанию
С 21 декабря 2018 по 30 января 2019 — исполняющая обязанности, а с 30 января 2019 — председатель правительства Приморского края.

## Признание
- Нагрудный знак «Отличник финансовой службы Российской Федерации» (2002)[4].
- «Заслуженный экономист Российской Федерации» (22 июня 2007) — за заслуги в области экономики и финансовой деятельности[4][5].
- Благодарность Администрации Президента РФ.
- Благодарность Министра финансов Российской Федерации[6].